# Championnats du monde de triathlon longue distance 2011
Les Championnats du monde de triathlon longue distance 2011 présentent les résultats des championnats mondiaux longue distance de triathlon en 2011 organisés par la fédération internationale de triathlon.
Ces 18e championnats se sont déroulés à Henderson aux États-Unis le 5 novembre 2011.

## Distances
| Distances course (kilomètres) | Distances course (kilomètres) | Distances course (kilomètres) |
| Natation                      | Vélo                          | Course à pied                 |
| ----------------------------- | ----------------------------- | ----------------------------- |
| 4                             | 120                           | 30                            |

## Résultats

### Homme
| Rang   | Athlète           | Pays        | Temps           |
| ------ | ----------------- | ----------- | --------------- |
| Or     | Jordan Rapp       | États-Unis  | 5 h 00 min 15 s |
| Argent | Joseph Gambles    | Australie   | 5 h 02 min 57 s |
| Bronze | Sylvain Sudrie    | France      | 5 h 03 min 23 s |
| 4      | Martin Jensen     | Danemark    | 5 h 05 min 23 s |
| 5      | Nicholas Thompson | États-Unis  | 5 h 11 min 38 s |
| 6      | Michael Raelert   | Allemagne   | 5 h 11 min 41 s |
| 7      | Massimo Cigana    | Italie      | 5 h 13 min 14 s |
| 8      | Esben Hovgaard    | Danemark    | 5 h 16 min 49 s |
| 9      | Scott Neyedli     | Royaume-Uni | 5 h 17 min 22 s |
| 10     | Petr Vabroušek    | Tchéquie    | 5 h 18 min 47 s |

### Femme
| Rang   | Athlète           | Pays             | Temps           |
| ------ | ----------------- | ---------------- | --------------- |
| Or     | Rachel Joyce      | Royaume-Uni      | 5 h 34 min 15 s |
| Argent | Leanda Cave       | Royaume-Uni      | 5 h 37 min 35 s |
| Bronze | Meredith Kessler  | États-Unis       | 5 h 40 min 45 s |
| 4      | Nikki Butterfield | Australie        | 5 h 44 min 34 s |
| 5      | Malaika Homo      | États-Unis       | 5 h 46 min 37 s |
| 6      | Erika Csomor      | Hongrie          | 5 h 51 min 39 s |
| 7      | Tenille Hoogland  | Canada           | 5 h 55 min 54 s |
| 8      | Michelle Vesterby | Danemark         | 5 h 56 min 34 s |
| 9      | Janine Sax        | Nouvelle-Zélande | 6 h 02 min 43 s |
| 10     | Ewa Bugdol        | Pologne          | 6 h 07 min 06 s |

## Tableau des médailles
| Rang  | Nation      | Or | Argent | Bronze | Total |
| ----- | ----------- | -- | ------ | ------ | ----- |
| 1     | Royaume-Uni | 1  | 1      | 0      | 2     |
| 2     | États-Unis  | 1  | 0      | 1      | 2     |
| 3     | Australie   | 0  | 1      | 0      | 1     |
| 4     | France      | 0  | 0      | 1      | 1     |
| Total | Total       | 2  | 2      | 2      | 6     |